# Доеринг, Ядвига
Ядвига Доеринг (пол. Jadwiga Doering; 2 ноября 1938, Подъязы, Поморское воеводство — 24 апреля 2018) — польская гребчиха-байдарочница, выступавшая за сборную Польши по гребле на байдарках и каноэ в 1960-х годах. Серебряная призёрка чемпионата Европы, 15-кратная чемпионка страны, участница летних Олимпийских игр в Мехико.

## Биография
Ядвига Доеринг родилась 2 ноября 1938 года в деревне Подьязы, Польша.
Занималась греблей в Гданьске, состояла в местных клубах «Виктория» (1959—1963) и «Мотлава» (1964—1971).
В 1960-е годы являлась одной из сильнейших гребчих страны, в общей сложности 15 раз выигрывала польское национальное первенство в различных гребных дисциплинах. В том числе была лучшей в байдарках-одиночках на дистанции 500 метров (1965), в двойках на дистанции 500 метров (1962—1969), в двойках на дистанции 3000 метров (1962—1963, 1965—1966, 1968), в четвёрках на дистанции 500 метров (1964).
Неоднократно представляла национальную сборную Польши на различных международных регатах. Так, уже в 1964 году в качестве запасной спортсменки побывала на летних Олимпийских играх в Токио, но тогда ей выступить не довелось.
В 1965 году стартовала на чемпионате Европы в Снагове, откуда привезла награду серебряного достоинства, выигранную в зачёте байдарок-четвёрок на 500-метровой дистанции.
В 1966 году приняла участие в чемпионате мира в Берлине, стала пятой в двойках и четвёртой в четвёрках.
В 1967 году выступила на европейском первенстве в Дуйсбурге, показала восьмой результат в двойках и пятый результат в четвёрках.
Благодаря череде удачных выступлений удостоилась права защищать честь страны на Олимпийских играх 1968 года в Мехико. Стартовала в двойках на дистанции 500 метров в паре с Изабеллой Антонович-Шушкевич — прошла в финал через утешительный раунд и в итоге показала на финише последний девятый результат с отставанием от чемпионок Эссер и Циммерман почти в восемь секунд.
Умерла 24 апреля 2018 года.